# آکاشی گیدایو
آکاشی گیدایو (به ژاپنی: 明石 儀太夫); زمان مرگ ۱۵۸۲ میلادی، همچنین به عنوان آکاشی ریدایو هیده‌موتو شناخته می‌شود، یک سامورایی ژاپنی در قرن شانزدهم بود که در سال ۱۵۸۲ شکم خود را با استفاده از تکنیک سپوکو پاره کرد. این موضوع الهام بخش چاپ مشهور نقاش یوشیتوشی در سال ۱۸۹۰ در مجموعه سری «صد جلوه ماه» است.